# Мескианггашер
Мескианггашер (Мескиангашер) е цар на шумерския град Урук. Живее около 2800 г.пр.Хр. Той действа спрямо политическата и културната обстановка на своето време – самостоятелните шумерски градове, които почитат отделни божества, свързани в някакъв общ пантеон. В Урук по това време съществуват два храма. Първият се наричал Кулаба и в него се отдавала почит на бога на небето Ан. Вторият бил храма на богинята Инана - Еана. "Перлата" на Двуречието бил градът Киш заради стратегическото си географско положение на север, което му позволявало да контролира търговията надолу по Тигър и Ефрат към градове като Урук, Ур и Лагаш.
По някое време Мескианггашер най-вероятно узурпира трона на Урук, което разбираме от титуловката, дадена му в шумерския именник на царете - сина на бога на слънцето Уту, която е стандартна за повечето узурпатори. Според именника по време на царуването си: „той влезе в моретата и се изкачи на планините“. Като могъщ владетел, Мескианггашер започва да се подготвя за война срещу другите градове, главно Киш, или поне да намали влиянието им. Бедната на дървесина и метал месопотамска равнина принуждава царя да търси търговски връзки с далечни земи. На юг се намират медните планини в Маган, днешен Оман. За преноса на рудата са използвани лодки, импрегнирани с битум.За въоражавнане на армията, обаче са нужни бронзови оръжия. Бронзът може да се получи при сплав на мед с арсен или с калай. Мескианггашер повежда войски към планините Загрос и принуждава местинте племена да търгуват с него.
Мескианггашер не доживява, за да види плана си изпълнен. Негов наследник е синът му – Енмеркар.